# Valter Germanovics Krivickij
Valter Germanovics Krivickij (Вальтер Германович Кривицкий), született Szamuil Gersevics Ginsberg (Podvolocsiszk, Galícia, Osztrák–Magyar Monarchia, 1899. június 28. – Washington, 1941. február 10.) szovjet hírszerző.

## Élete
Szamuil Gersevics Ginsberg (Самуил Гершевич Гинзберг) néven született egy Podwoloczyska (Podvolocsiszk) nevű nyugat-ukrajnai kisvárosban (akkoriban Galícia, Osztrák–Magyar Monarchia, jómódú zsidó kereskedő fiaként. Sajátos nyelvi kultúrkörnyezetben nőtt fel, már fiatal korában több európai nyelvet sajátított el. Beszélt többek között oroszul, ukránul, angolul, franciául, lengyelül és németül.
Tevőlegesen részt vett az 1917-es bolsevik forradalomban, majd az azt követő polgárháborúban mint a Vörös Hadsereg katonája harcolt, ekkor vette fel a Krivickij álnevet. Az 1920-as években a Szovjetunió titkosszolgálatban tevékenykedett, az 1930-as évek első felében, mint az NKVD nyugat-európai részlegének vezetője dolgozott. Főbb feladata az európai városokban működő trockista személyek és szervezetek megfigyelése, bomlasztása volt.
1936-ban mint szovjet titkosügynök bennfentes információkat szerzett a náci Németország és Japán közötti titkos tárgyalásokról, amelyek témája a két ország esetleges katonai együttműködése volt. A német titkosszolgálatok ellopták a japán diplomáciai kódokat, ezeket Krivickij nem tisztázott körülmények között megvásárolta az SS-től, majd egy könyvben kicsempészte Berlinből. A kódokat japán fordítók dolgozták fel Hágában, amely abban az időben a szovjet katonai hírszerzés nyugat-európai központja volt Krivickij vezetésével. Az információkat ezután eljuttatták Moszkvába, így Sztálin tudomást szerzett Japán háborús céljairól, nevezetesen a Szovjet Távol-Kelet lerohanásáról.
Feleségével, az 1902-ben Szentpéterváron született, orosz származású Antonyina Porfirjevával Bécsben találkozott, 1926-ban Moszkvában kötöttek házasságot, ekkor vette fel hivatalosan a Valter Krivickij nevet. Egy fiuk született.
Az 1936 decembere és 1938 márciusa között Sztálin és Jezsov által irányított, a hadsereg és az államigazgatás köreiben lezajlott nagy tisztogatások és kirakatperek során több kollégáját visszarendelték vagy kivégezték. Ennek hatására Krivickij, miután megtagadta egy hírszerző barátjának likvidálását, a NKVD-től történő dezertálást választotta. Több sikertelen merényletet élt túl Európában, egy újabb merénylettől tartva Dormoy francia belügyminiszter segítségével áttelepült az Egyesült Államokba, ahol a sztálinizmust elítélő és leleplező cikkeket közölt többek között a Washington Post, a francia Socialist Courier, a svéd Social Democrat és a hasonló című dán lap hasábjain. Halála előtt az Egyesült Államokban is merényletet kíséreltek meg ellene.

## Halála
1941. február 10-én reggel fél 10-kor a szobalány holtan találta washingtoni szállodai szobájában. Halálának részletei azóta sem ismertek. Tartott egy esetleges merénylettől, így halála napján vásárolt egy fegyvert önvédelmi célból, amely a vesztét is okozta. A hivatalos rendőri jelentés szerint öngyilkos lett (főbe lőtte magát), azonban ezt felesége és barátai egyértelműen elutasították. Szerintük Krivickijt az NKVD emberei megfenyegették, ha nem végez magával, megölik feleségét és fiát, így megmentve a családját inkább magával végzett.

## Magyarul megjelent művei
- Sztálin titkosszolgálatában. Az elsőként dezertáló szovjet mesterkém emlékiratai; ford. Császár László; Alexandra, Pécs, 2003